# Paweł Deląg
Paweł Maciej Deląg (sinh ngày 29 tháng 4 năm 1970 tại Kraków) là một diễn viên người Ba Lan.

## Thành tích nghệ thuật
Dưới đây liệt kê một số phim điện ảnh và phim truyền hình nổi bật có sự góp mặt của Paweł Deląg:
- Schindler's List (1993) - Dolek Horowitz
- Death In Shallow Water (1994) - Peter
- Fitness Club (1995, sê-ri phim truyền hình)
- Young Wolves (1995)
- Sortez Des Rangs (1996)
- Szamanka (1996) - Jules
- Queen of Thieves (1997, phim truyền hình) - Prévost
- Killer (1997)
- Young Wolves 1/2 (1997) - Biedrona
- Sława i Chwala (1998, sê-ri phim truyền hình) - Niewolin
- Love and Do What You Want (1998) - Darek
- Dark Side of Venus (1998)
- Gold of Deserters (1998)
- Life Like a Poker (1998–1999, sê-ri phim truyền hình)
- Siedlisko (1999, sê-ri phim truyền hình) - Jacek
- A Date with a Devil (1999)
- Palce lizać (1999, sê-ri phim truyền hình)
- Tenderness and Lies (1999, sê-ri phim truyền hình)
- Police Officers (1999, sê-ri phim truyền hình) - Nyga
- Tiger's of Europe (1999, sê-ri phim truyền hình) - Jacek Laskowski
- Boys Don't Cry (2000) - Jarek Psikuta
- Success (2000, sê-ri phim truyền hình)
- Quo Vadis (2001) - Marcus Vinicius
- Fishing Season (2001) - Kochany
- Hacker (2002) - Daniel
- The Kowalski Brothers (2002)
- Let's Make Ourselves a Grandson (2003) - Janek Kosela
- Boars (2004, sê-ri phim truyền hình) - Szwarc
- Les Femmes D'abord (2005, phim truyền hình) - Vutkovic
- Na dobre i na Złe (2006-2008, sê-ri phim truyền hình) - Stanislaw Dzrzewiecki
- I'll Show You! (2006) - Adam
- How We Hated Each Other (2007, sê-ri phim truyền hình) - Jürgen Köller
- The Mystery of the Secret Cipher (2007, sê-ri phim truyền hình) - Howard Compaigne
- Criminals (2008, sê-ri phim truyền hình) - Grzegorz Niwinski
- House (2008) - Lawdale
- Put (2009)
- The Magic Stone (2009)
- The 5th Execution (2011) - Ivanych
- In your eyes (2011, sê-ri phim truyền hình)
- Marry a general (2011, sê-ri phim truyền hình)
- Marriage under the will 2. Sandra's comeback (2011, sê-ri phim truyền hình)
- Two (2011)
- Second Love (2011)
- German (2011, sê-ri phim truyền hình)
- The Destiny of Rome (2011, sê-ri phim truyền hình) - Marc Antoine
- Komisarz Blond i Oko sprawiedliwości (2012) - Marek
- 1812. Ulanskaya ballada (2012) - Ledokhovskiy
- Viking (2016) - Anastas
- Отель последней надежды (2016) - Den Walsh
- Vsetko alebo nic (2017) - Bystrican
- Gwiazdy (2017) - Hans Villmeier